# Drymusa
Genre
Drymusa est un genre d'araignées aranéomorphes de la famille des Drymusidae.

## Distribution
Les espèces de ce genre se rencontrent en Amérique du Sud, aux Antilles et en Amérique centrale.

## Liste des espèces
Selon World Spider Catalog (version 25.0, 13/02/2024) :
- Drymusa armasi Alayón, 1981
- Drymusa canhemabae Brescovit, Bonaldo & Rheims, 2004
- Drymusa colligata Bonaldo, Rheims & Brescovit, 2006
- Drymusa dinora Valerio, 1971
- Drymusa huberi Villarreal & Chamé-Vázquez, 2023
- Drymusa nubila Simon, 1892
- Drymusa philomatica Bonaldo, Rheims & Brescovit, 2006
- Drymusa pristirana Dupérré & Tapia, 2023
- Drymusa rengan Labarque & Ramírez, 2007
- Drymusa serrana Goloboff & Ramírez, 1992
- Drymusa simoni Bryant, 1948
- Drymusa spectata Alayón, 1981
- Drymusa spelunca Bonaldo, Rheims & Brescovit, 2006
- Drymusa tobyi Bonaldo, Rheims & Brescovit, 2006

## Systématique et taxinomie
Ce genre a été décrit par en dans les Sicariidae. Il est placé dans les Loxoscelidae par Alayón en 1981 puis dans les Drymusidae par Lehtinen en 1986.

## Publication originale
- Simon, 1892 : « On the spiders of the island of St. Vincent. Part 1. » Proceedings of the Zoological Society of London, vol. 1891, p. 549-575 (texte intégral).